# Navas de Buitrago
Navas de Buitrago es una localidad española del municipio de Lozoyuela-Navas-Sieteiglesias, en la provincia de Madrid. Forma parte de la comarca del Valle del Lozoya.

## Historia
Navas de Buitrago tiene sus orígenes durante el reinado de Alfonso VI de León, quien repobló el territorio. Allí acudieron en su momento pastores de Segovia, ligando su actividad económica a la ganadería.
Perteneció hasta 1833 a la provincia de Guadalajara, cuando pasó a formar parte de la de Madrid.
Hacia mediados del siglo XIX, el lugar, por entonces con ayuntamiento propio, tenía censada una población de 93 habitantes. La localidad aparece descrita en el duodécimo volumen del Diccionario geográfico-estadístico-histórico de España y sus posesiones de Ultramar de Pascual Madoz de la siguiente manera:

NAVAS DE BUITRAGO (las): l. con ayunt. de la prov., aud. terr. y c. g. de Madrid (11 1/2 leg.) part. jud. de Torrelaguna (2) dióc. de Toledo (23 1/2): sit.: en una pequeña hondonada, le combaten los vientos E, S. y O.: el clima es frio y sus enfermedades mas comunes intermitentes: tiene 39 casas inferiores, distribuidas en 5 calles desempedradas, y una plaza: hay casa de ayunt., escuela de instruccion primaria comun á ambos sexos á la que concurren 21 alumnos que se hallan á cargo de un maestro dotado con 400 rs.; una fuente de buenas aguas, de las cuales se utilizan los vec. para sus usos, y una igl. parr. (Sta. Ana) con curato de primer ascenso, y provision ordinaria; el cementerio está en parage que no ofende la salud pública: el térm. confina N. Mangiron; E. Cervera; S. y O. Siete Iglesias; se estiende una leg. de N. á S. é igual dist. de E. á Ó. y comprende una deh. titulada Santillana, con monte de quejigo, y diferentes prados con regulares pastos: le atraviesa de Ó. á E. el arroyo Zavalo, pasando 1/4 de hora de la pobl.; y el r. Lozoya dé N. á S.: el terreno es de secano y de mediana calidad. caminos: los que dirigen á los pueblos limítrofes en mal estado: el correo se recibe de Buitrago por los mismos interesados. prod.: poco trigo, centeno, patatas y algunas legumbres: mantiene ganado lanar fino y vacuno, y cria caza de liebres perdices y otras aves. ind.: la agrícola; el comercio está reducido á lá esportacion de lo sobrante, importacion de los art. de que se carece. pobl.: 35 vec., 93 alm. cap. prod.: 763,571 rs. imp.: 45,335. contr.: segun el cálculo general y oficial de la prov. 9'63 por 100: el presupuesto municipal asciende á 600 rs. que se cubren con los productos de propios.
(Madoz, 1849, p. 135)

El municipio de Navas de Buitrago desapareció en 1973 al fusionarse con Lozoyuela y Sieteiglesias para dar lugar al término municipal de Lozoyuela-Navas-Sieteiglesias.

## Demografía
| Gráfica de evolución demográfica de Las Navas de Buitrago entre 1842 y 1970 |
| |
| Población de derecho según los censos de población del INE Población de hecho según los censos de población del INEEn estos censos se denominaba Navas de Buitrago: 1842, 1857 y 1860 Entre el censo de 1981 y el anterior, este municipio desaparece porque se agrupa en el municipio 28901 (Lozoyuela-Navas-Sieteiglesias) |

En 2021 la entidad singular de población tenía empadronados 77 habitantes y el núcleo de población 72.

## Economía
La principal actividad económica del pueblo es, desde su fundación, la ganadería, especialmente de ovino.